# Lizonia empirigonia
Lizonia empirigonia är en svampart som först beskrevs av Bernhard Auerswald, och fick sitt nu gällande namn av De Not. 1863. Lizonia empirigonia ingår i släktet Lizonia och familjen Pseudoperisporiaceae.   Inga underarter finns listade i Catalogue of Life.